# Guglielmo VII d'Angoulême
Guglielmo VII Tagliaferro, conte d'Angoulême (... – 1186), fu conte d'Angoulême dal 1181 alla sua morte.

## Origine
Secondo il documento n° 302 del Cartulaire de l'abbaye de Saint-Amand-de-Boixe (non consultato), Vulgrino era il figlio secondogenito del conte d'Angouleme, Guglielmo VI e della sua seconda moglie, Margherita di Turenne, sorella del visconte di Turenne, Bosone II, quindi figlia del visconte di Turenne, Raimondo I e della moglie, Matilde di Perche.
Secondo la Historia Pontificum et Comitum Engolismensis, Guglielmo VI d'Angoulême era il figlio primogenito del conte d'Angouleme, Vulgrino II e della moglie, Ponzia (Pontia filia Comitis de Marcha), figlia del Conte de La Marche, per diritto di matrimonio (de iure uxoris), Ruggero, e della moglie, la Contessa de La Marche, Almodis, che, secondo il Chronicon sancti Maxentii Pictavensis, Chroniques des Eglises d'Anjou, era la sorella del Conte de La Marche, Bosone III.

## Biografia
Guglielmo lo troviamo citato in due documenti (non consultati):
- dei Documents historiques sur l'Angoûmois, Tome I, nel 1163
- il documento n° 302 del Cartulaire de l'abbaye de Saint-Amand-de-Boixe, datato 1171

Nel 1178, secondo il Ex Chronico Gaufredi Vosiensis, suo padre, Guglielmo VI (Guillermus filius Wlgrimi Comes Engolismensis), assieme al visconte Ademaro di Limoges (Ademarus Vicecomes Lemovicensis) ad altri feudatari partì per un pellegrinaggio a Gerusalemme (ascenderunt Hierosolyman), e durante il viaggio, a Messina, Guglielmo Tagliaferro morì, il 7 agosto (Engolismensis Comes Guillermus Sector-ferri obiit VII Id Aug apud Messinam Siciliæ urbe).
Nella contea d'Angouleme, Vulgrino, il figlio primogenito, gli succedette, come Vulgrino III.
Infatti appena succeduto al padre, Vulgrino fece una donazione all'abbazia di Saint-Etienne de Baigne, con l'approvazione dei fratelli, Guglielmo e Ademaro.
Secondo il Ex Chronico Gaufredi Vosiensis, Vulgrino III morì nel 1181 nel giorno dedicato ai SS. Pietro e Paolo, lasciando come erede solo un'unica figlia, che i fratelli di Vulgrino, Guglielmo e Ademaro, esclusero dalla successione, e a Vulgrino III, nella contea d'Angouleme, succedette il fratello, il secondogenito, Guglielmo, come Guglielmo VII.
Guglielmo morì pochi anni dopo, nel 1186, e nella contea d'Angouleme, succedette il fratello, il terzogenito, Ademaro, come Ademaro III.

## Discendenza
Di Guglielmo non si conosce alcuna moglie, e non si ha notizie di alcun discendente.

## Ascendenza
|                           |                     |                              | Genitori                  |  |  | Nonni |  |  | Bisnonni                |  |  | Trisnonni         |  |
|                           |                     |                              |                           |  |  |       |  |  | Guglielmo V d'Angoulême |  |  | Folco d'Angoulême |  |
|                           |                     |                              |                           |  |  |       |  |  | Guglielmo V d'Angoulême |  |  | Folco d'Angoulême |  |
|                           |                     | Condoha d'Eu                 |                           |  |  |       |  |  | Guglielmo V d'Angoulême |  |  |                   |  |
| Vulgrin II d'Angoulême    |                     |                              |                           |  |  |       |  |  | Guglielmo V d'Angoulême |  |  |                   |  |
|                           |                     | Vitapoi di Benagues          | Amani di Benagues         |  |  |       |  |  |                         |  |  |                   |  |
|                           |                     | Vitapoi di Benagues          | Amani di Benagues         |  |  |       |  |  |                         |  |  |                   |  |
|                           |                     | Vitapoi di Benagues          | …                         |  |  |       |  |  |                         |  |  |                   |  |
| Guglielmo VI d'Angoulême  |                     | Vitapoi di Benagues          |                           |  |  |       |  |  |                         |  |  |                   |  |
|                           |                     | Ruggero di Poitou            | Ruggero II di Montgomery  |  |  |       |  |  |                         |  |  |                   |  |
|                           |                     | Ruggero di Poitou            | Ruggero II di Montgomery  |  |  |       |  |  |                         |  |  |                   |  |
|                           |                     | Ruggero di Poitou            | Mabel di Bellême          |  |  |       |  |  |                         |  |  |                   |  |
| Ponzia de La Marche       |                     | Ruggero di Poitou            |                           |  |  |       |  |  |                         |  |  |                   |  |
|                           |                     | Almodis I de La Marche       | Adalberto II de La Marche |  |  |       |  |  |                         |  |  |                   |  |
|                           |                     | Almodis I de La Marche       | Adalberto II de La Marche |  |  |       |  |  |                         |  |  |                   |  |
|                           |                     | Almodis I de La Marche       | Ponzia                    |  |  |       |  |  |                         |  |  |                   |  |
| Guglielmo VII d'Angoulême |                     | Almodis I de La Marche       |                           |  |  |       |  |  |                         |  |  |                   |  |
|                           | Bosone I di Turenne | …                            |                           |  |  |       |  |  |                         |  |  |                   |  |
|                           | Bosone I di Turenne | …                            |                           |  |  |       |  |  |                         |  |  |                   |  |
|                           | Bosone I di Turenne | …                            |                           |  |  |       |  |  |                         |  |  |                   |  |
| Raimondo I di Turenne     | Bosone I di Turenne |                              |                           |  |  |       |  |  |                         |  |  |                   |  |
|                           |                     | Gerberga di Terrason         | …                         |  |  |       |  |  |                         |  |  |                   |  |
|                           |                     | Gerberga di Terrason         | …                         |  |  |       |  |  |                         |  |  |                   |  |
|                           |                     | Gerberga di Terrason         | …                         |  |  |       |  |  |                         |  |  |                   |  |
| Margherita di Turenne     |                     | Gerberga di Terrason         |                           |  |  |       |  |  |                         |  |  |                   |  |
|                           |                     | Goffredo II di Perche        | …                         |  |  |       |  |  |                         |  |  |                   |  |
|                           |                     | Goffredo II di Perche        | …                         |  |  |       |  |  |                         |  |  |                   |  |
|                           |                     | Goffredo II di Perche        | …                         |  |  |       |  |  |                         |  |  |                   |  |
| Matilde di Perche         |                     | Goffredo II di Perche        |                           |  |  |       |  |  |                         |  |  |                   |  |
|                           |                     | Beatrice di Montdidier-Roucy | …                         |  |  |       |  |  |                         |  |  |                   |  |
|                           |                     | Beatrice di Montdidier-Roucy | …                         |  |  |       |  |  |                         |  |  |                   |  |
|                           |                     | Beatrice di Montdidier-Roucy | …                         |  |  |       |  |  |                         |  |  |                   |  |
|                           |                     | Beatrice di Montdidier-Roucy |                           |  |  |       |  |  |                         |  |  |                   |  |

### Fonti primarie
- (LA)  Historia Pontificum et Comitum Engolismensis.
- (LA)  Chronicon sancti Maxentii Pictavensis, Chroniques des Eglises d'Anjou.
- (LA)  Recueil des historiens des Gaules et de la France. Tome 12.
- (LA)  Cartulaire de l'Abbaye de Saint-Etienne de Baigne (en Saintonge).

### Letteratura storiografica
- Louis Alphen, La Francia: Luigi VI e Luigi VII (1108-1180), in: Storia del mondo medievale, vol. V, 1980, pp. 705–739